# Santiago Phelan
Santiago Phelan (San Isidro, 31 de março de 1974) é um ex-jogador e atualmente técnico de rugby argentino.
Como jogador, passou toda a carreira no Club Atlético de San Isidro, de sua cidade natal, e integrou o elenco da Seleção Argenitna nas Copas do Mundo de 1999 e 2003, ano em que encerrou a carreira. Como treinador, dirigiu os juvenis e a equipe principal do CASI e, desde 2008, é o técnico da Argentina, dirigindo o plantal dos Pumas no mundial de 2011.